# Vẫn mãi mong chờ
Vẫn mãi mong chờ, hay còn gọi là Tóc ngắn 2, là album phòng thu của ca sĩ Mỹ Linh được phát hành vào tháng 4 năm 2000. Album được sản xuất bởi Anh Quân và Huy Tuấn. Đây là sản phẩm tiếp nối thành công từ album trước đó của Mỹ Linh, Tóc ngắn (1998). Ngoài ban nhạc Anh Em, nhạc sĩ Dương Thụ tiếp tục tham gia vào ê-kíp khi viết lời cho hầu hết các ca khúc.
"Mùa đông sẽ qua" được Mỹ Linh chọn tham dự VTV Bài hát tôi yêu mùa đầu tiên (2002), được quay tại sân thượng của Khách sạn Melia Hà Nội và lọt vào top 10 video được yêu thích nhất. Ca khúc "Con của mẹ" được nhạc sĩ Anh Quân viết tặng riêng cho người vợ ca sĩ Mỹ Linh và con gái sắp chào đời của họ (Mỹ Anh). "Khúc giao mùa" là ca khúc nổi tiếng nhất album, đồng thời cũng là một trong số những ca khúc giới thiệu ca sĩ trẻ Minh Quân.
Ảnh bìa được chụp bởi nhiếp ảnh gia Dương Minh Long và thiết kế bởi Từ Phương Thảo. Một serie các bức ảnh chụp Mỹ Linh tại vùng biển Phan Thiết cũng được làm bìa mặt sau và theo kèm album. Dương Minh Long cũng thực hiện một phiên bản video âm nhạc khác của "Mùa đông sẽ qua", được tổng hợp trong VCD & DVD Tóc ngắn phát hành vào tháng 11 năm 2002 bởi Hãng phim Phương Nam.
Vẫn mãi mong chờ là một phần của dự án "Tóc ngắn" của Mỹ Linh. Cũng giống như Tóc ngắn 1, album hầu hết nhận được hoài nghi từ các chuyên gia và người hâm mộ. Báo Gia đình Xã hội gọi Vẫn mãi mong chờ chỉ là "một bản sao yếu ớt" của Tóc ngắn 1.

## Danh sách ca khúc
Tất cả lời bài hát được viết bởi Dương Thụ, ngoại trừ "Nửa vầng trăng".
| STT | Nhan đề                                   | Sáng tác         | Thời lượng |
| --- | ----------------------------------------- | ---------------- | ---------- |
| 1.  | "Còn lại với mùa thu"                     | Anh Quân         | 4:09       |
| 2.  | "Làm quen"                                | Anh Quân         | 5:05       |
| 3.  | "Mùa đông sẽ qua"                         | Huy Tuấn         | 4:30       |
| 4.  | "Vẫn mãi mong chờ" (hợp tác với Anh Quân) | Anh Quân         | 5:30       |
| 5.  | "Trăng trong phố"                         | Huy Tuấn         | 4:41       |
| 6.  | "Con của mẹ"                              | Anh Quân         | 5:20       |
| 7.  | "Mơ hồ"                                   | Huy Tuấn         | 3:20       |
| 8.  | "Mưa hát"                                 | Anh Quân         | 4:23       |
| 9.  | "Nửa vầng trăng"                          | Trương Ngọc Ninh | 4:03       |
| 10. | "Khúc giao mùa" (hợp tác với Minh Quân)   | Huy Tuấn         | 4:25       |

## Video âm nhạc
Cả hai video của album đều được Mỹ Linh chọn lọc tham gia chương trình VTV Bài hát tôi yêu lần thứ nhất (2002)
- "Mùa đông sẽ qua" (đạo diễn: Việt Tú)[7]
- "Khúc giao mùa" (đạo diễn: Phạm Hoàng Nam; phát hành dưới dạng đĩa đơn)

Ghi chú: 
- Các video clip được tổng hợp cùng với Tóc ngắn trong VCD &  DVD Tóc ngắn phát hành vào tháng 11 năm 2002 bởi Hãng phim Phương Nam.

## Thành phần tham gia sản xuất
Ban nhạc Anh Em
- Anh Quân – sáng tác, hát bè, hát chính trong "Vẫn mãi mong chờ", guitar, chỉnh âm, phối khí.
- Huy Tuấn – sáng tác, bass, guitar, chỉnh âm, phối khí.
- Văn Hà – keyboard, guitar.
- Quốc Bình – trống, định âm.
- Hồng Kiên – saxophone, hòa âm, phối khí.

Các nghệ sĩ khác
- Dương Thụ – viết lời.
- Trương Ngọc Ninh – sáng tác "Nửa vầng trăng".
- Minh Quân – hát chính, hát bè trong "Khúc giao mùa"[3].
- Tốp ca Trường Cao đẳng Nghệ thuật Hà Nội – hát bè trong "Khúc giao mùa".

Ê-kíp sản xuất
- Sản xuất – Anh Quân, Huy Tuấn.
- Thiết kế – Từ Phương Thảo.
- Chụp ảnh, quay phim – Dương Minh Long.